# Steinberg (Schleswig)
Pour les articles homonymes, voir Steinberg.
Steinberg  (en danois: Stenbjerg) est une commune de l'arrondissement de Schleswig-Flensbourg, Land de Schleswig-Holstein.

## Géographie
Steinberg se situe le long de la mer Baltique.
La municipalité est créée en 1970 avec le rassemblement des villages de Habernis (da: Havernæs), Norgaardholz (Nørregårdskov), Steinbergholz (Stenbjergskov), Steinberghaff ( Stenbjerghav), Östergaard (Østergård) et Steinberggaard (Stenbjerggaard).

## Histoire
Le village de Steinberg est mentionné pour la première fois en 1352 sous le nom de "campo Stenbiert", mais il est certainement bien plus ancien.
Au départ, le hundred appartient au Jutland-du-Sud, au duché de Schleswig.
Steinberghaff est mentionné en 1614. Le suffixe danois "haff" fait référence à sa présence près de la mer.

## Source, notes et références
- (de) Cet article est partiellement ou en totalité issu de l’article de Wikipédia en allemand intitulé « Steinberg (Schleswig) » (voir la liste des auteurs).